# Gerygone dorsalis
Gerygone dorsalis е вид птица от семейство Acanthizidae.

## Разпространение
Видът е разпространен в Индонезия.